# اچ‌ام‌سی‌اس دیگبی (جی۲۶۷)
اچ‌ام‌سی‌اس دیگبی (جی۲۶۷) (به انگلیسی: HMCS Digby (J267)) یک کشتی است. این کشتی در سال ۱۹۴۲ ساخته شد.